# Tjärnmyrtjärnen (Norsjö socken, Västerbotten, 719580-168365)
Tjärnmyrtjärnen är en sjö i Norsjö kommun i Västerbotten och ingår i Rickleåns huvudavrinningsområde.